# 25 Avril
25 Avril é um filme francês de Jacques Comets, mais activo como montador que como realizador. Filmou em Portugal os primeiros momentos da Revolução dos Cravos, entre o dia 25 de Abril e o 1º de Maio de 1974.

## Sinopse
25 Avril retrata os acontecimentos que se seguiram imediatamente ao 25 de Abril e que terminaram com a grande manifestação do 1º de Maio, em Lisboa.
Montagem de reportagens directas, mostra, participando, intervindo no acontecimento, a euforia e o entusiasmo espontâneos reinantes nas ruas da cidade, numa histórica primeira semana em liberdade. Não se apresenta como um filme de análise, mas como um simples registo dos acontecimentos históricos.

## Ficha técnica
- Realizador – Jacques Comets
- Produção – Jacques Comets
- Imagem – RTP
- Difusão – Centre d’Imigration Portugais

## Enquadramento histórico
Será legítimo enquadrar a obra, pelo seu propósito interventivo, na categoria de cinema militante, prática corrente dos Kinoks portugueses da geração dos anos setenta. Em curtas, médias e longas-metragens, explorando os métodos do cinema directo, ocupando o seu espaço entre as obras pioneiras do novo cinema, o género prolifera no terreno fértil de Portugal, na segunda metade da década.

## Artigos relacionados
Três filmes cobrem o mesmo período. Além do 25 Avril :
- As Armas e o Povo (colectivo)
- Cravos de Abril de Ricardo Costa

## Festivais
- Mostra de Cinema de Intervenção – Portugal 76 - Estoril